# Ordem da Glória
A Ordem da Glória (em russo:  Орден Славы) foi uma condecoração militar da União Soviética estabelecida pelo Decreto do Presidium do Soviete Supremo em 8 de novembro de 1943. Foi concedida a soldados e suboficiais do Exército Vermelho, bem como a tenentes juniores da aviação, por bravura diante do inimigo.
Embora a esmagadora maioria de todos os prêmios da Ordem da Glória tenha sido por valor de combate na Segunda Guerra Mundial (ou a Grande Guerra Patriótica, como é conhecida na Rússia e em alguns outros estados pós-soviéticos), há casos documentados de prêmios de menor valor da ordem. classe - sua terceira classe - para operações militares soviéticas do pós-guerra. Entre eles estavam os prêmios da Terceira Classe da Ordem da Glória autorizados para operações soviéticas em apoio à Guerra da Coreia de 1950-1953, bem como para a invasão soviética da Hungria no outono de 1956. Um pequeno número de prêmios da Ordem da Glória de Terceira Classe também foi concedido em conexão com confrontos armados na fronteira com a República Popular da China em 1969.
A ordem tornou-se extinta com a dissolução da União Soviética . Em 1992, a Cruz de São Jorge foi revivida para servir ao mesmo propósito de reconhecer a bravura do pessoal alistado.

## Estatuto do prêmio
O estatuto original do decreto de 1943 que instituiu a Ordem afirmava que: "a Ordem da Glória é concedida a soldados rasos e sargentos do Exército Vermelho e a tenentes juniores da aviação, que exibiram feitos gloriosos de bravura, coragem e destemor em combate para a Pátria Soviética".
O Decreto do Presidium do Soviete Supremo da URSS de 7 de outubro de 1951 alterou as fileiras para ler: "soldados, cabos e sargentos, bem como tenentes juniores da aviação."
A Ordem da Glória, que foi modelada de acordo com a Cruz Czarista de São Jorge, foi dividida em três classes distintas. Como a Cruz de São Jorge, um soldado seria inicialmente recomendado para a classe mais baixa da ordem - no caso da Ordem da Glória, sua terceira classe. Atos de bravura distintos subsequentes poderiam resultar na recomendação do soldado para as duas classes restantes da ordem - sua segunda e primeira classe - que eram concedidas sequencialmente. Os soldados que recebiam cada uma das três classes da ordem eram chamados de "Cavaleiro Completo da Ordem da Glória" (em russo:  "полный кавалер ордена Славы"). Na sociedade soviética, eles recebiam os mesmos direitos e privilégios concedidos ao pessoal que havia recebido o título de Herói da União Soviética. Ao todo, 2.656 soldados do Exército Vermelho (incluindo quatro homens que também receberam o título de Herói da União Soviética, bem como quatro mulheres) alcançariam o status de Cavaleiro Completo.
A Ordem da Glória era usada no lado esquerdo do peito. Na presença de outras ordens e medalhas da URSS, era usado imediatamente após a Ordem do Distintivo de Honra. Se usado na presença de prêmios da Federação Russa, os últimos têm precedência.

## Critérios de adjudicação
Abaixo estão os critérios de premiação específicos para tropas terrestres e aviadores.

### Para tropas terrestres
- Por liderar o ataque inicial em uma posição inimiga e coragem pessoal que contribuiu para o sucesso da causa comum;
- Para pressionar um ataque em um tanque em chamas;
- Por salvar o estandarte da captura pelo inimigo em um momento de grave perigo;
- Por pontaria exibida na morte de 10 a 50 soldados e oficiais inimigos usando armas pessoais;
- Para a destruição de pelo menos 2 tanques inimigos enquanto equipa uma arma antitanque;
- Para a destruição de entre 1 e 3 tanques inimigos com granadas de mão no campo de batalha ou atrás das linhas inimigas;
- Pela destruição de pelo menos 3 aeronaves inimigas com fogo de artilharia ou metralhadora;
- Por desprezar o perigo ao ser o primeiro a irromper em um bunker inimigo (bunker, trincheira ou abrigo), por ações decisivas que destruíram seus ocupantes;
- Por conduzir as nossas tropas na retaguarda inimiga através das fragilidades das suas defesas constatadas em reconhecimento pessoal;
- Para capturar pessoalmente um oficial inimigo;
- Para ação de vigília noturna resultando na morte ou captura de um inimigo;
- Por demonstrar engenhosidade e ousadia ao abrir caminho para a posição inimiga e destruir sua metralhadora ou morteiro;
- Por participar de um ataque noturno, destruindo armazéns e propriedades militares inimigas;
- Por arriscar a vida ao salvar o comandante de um perigo iminente na batalha;
- Por mostrar negligência para perigo pessoal na captura de uma bandeira inimiga em batalha;
- Por ter ficado gravemente ferido, mas retornado à batalha após cuidados médicos mínimos;
- Por derrubar uma aeronave inimiga com armas pessoais;
- Para destruir armas e posições inimigas com artilharia precisa ou fogo de morteiro garantindo o sucesso da missão;
- Por fazer uma passagem pelos emaranhados de arame farpado do inimigo enquanto sob fogo;
- Pela abnegação no resgate dos feridos durante a batalha;
- Por realizar uma missão em um tanque com uma arma principal defeituosa;
- Por esmagar rapidamente um tanque em um comboio inimigo e continuar com a missão após sua destruição;
- Para esmagar com um tanque um ou mais canhões inimigos ou destruir pelo menos dois ninhos de metralhadoras;
- Para coletar informações valiosas do inimigo durante o reconhecimento;

### Para aviadores
- Piloto de caça – Para derrubar entre 2 e 4 caças inimigos ou 3 a 6 bombardeiros inimigos.
- Piloto de caça – Para um ataque aéreo bem-sucedido que resultou na destruição de 2 a 5 tanques inimigos, ou de 3 a 6 locomotivas, ou na destruição de um trem inteiro, ou na destruição de pelo menos 2 aeronaves inimigas em seu aeródromo.
- Piloto de caça – Para ações ousadas em uma batalha aérea resultando na destruição de uma ou duas aeronaves inimigas.
- Tripulações de bombardeiros diurnos - Para a destruição de uma estação ferroviária ou pátio de triagem, uma ponte, depósito de munição, depósitos de combustível, quartel-general inimigo ou complexo de tropas, estação de energia, navio inimigo afundado, transporte naval, lançamento, pelo menos 2 aeronaves inimigas em seu aeródromo .
- Tripulações de bombardeiros diurnos – ação ousada em combate aéreo resultando em 1 ou 2 aviões inimigos abatidos.
- Tripulações de bombardeiros noturnos - Para a destruição de um depósito de munição, depósitos de combustível, quartel-general inimigo, um trem inteiro, uma ponte.
- Tripulações de bombardeiros noturnos de longo alcance – Para a destruição de uma estação ferroviária ou pátio de triagem, depósito de munição, depósitos de combustível, instalações portuárias, transportes navais, um trem inteiro, uma planta ou fábrica importante.
- Reconhecimento – Para uma missão de reconhecimento altamente bem-sucedida que resultou em informações valiosas sobre o inimigo.

## Descrição do prêmio
O emblema da "Ordem da Glória" era uma estrela de cinco pontas com um medalhão central. A primeira classe da ordem era feita de ouro 950 (23 quilates); a segunda classe da ordem era feita de prata com um medalhão central dourado e a terceira classe da ordem era feita inteiramente de prata. O medalhão central apresentava a Torre do Salvador do Kremlin, com uma estrela de cinco pontas esmaltada vermelha no topo e um pergaminho esmaltado vermelho na parte inferior com a palavra "GLORIA" (em russo:  СЛАВА). Ramos de louro de cada lado ao longo da circunferência da medalha paravam um pouco antes da estrela vermelha. O reverso tinha a inscrição em cirílico para "URSS" (em russo:  СССР) dentro de um anel com borda elevada. O número de série do prêmio foi carimbado (prêmios de primeira classe) ou gravado acima do anel no reverso do braço da estrela.
A Ordem é suspensa por um anel através do laço de suspensão do prêmio até uma montagem pentagonal russa padrão coberta por uma fita moiré de seda de São Jorge de 24 mm de largura.
| Primeira classe | Segunda classe | Terceira classe |
| --------------- | -------------- | --------------- |
|                 |                |                 |
| Fita            |                |                 |
|                 |                |                 |